# Mike Peluso (hockey sur glace, 1965)
Pour les articles homonymes, voir Mike Peluso et Peluso.
Mike Peluso (né le 8 novembre 1965  à Hibbing au Minnesota) est un joueur professionnel de hockey sur glace.

## Carrière de joueur
Mike Peluso est repêché après sa saison 1983-1984, où il joue pour son école secondaire (High School). Il joue ensuite une saison en Ontario avant de rejoindre les rangs des Seawolves de l'Université d'Alaska-Anchorage.  Par la suite, il se joint au Blackhawks de Chicago, avant d'être sélectionné par les Sénateurs d'Ottawa au Repêchage d'expansion de la LNH 1992. Avec les Sénateurs, il compte 15 buts lors d'une saison, un sommet en carrière.
Après sa seule saison avec Ottawa, il rejoint l'équipe qui l'avait repêché un peu moins de 10 ans auparavant, les Devils du New Jersey. En 1995, il gagne la Coupe Stanley avec ces mêmes Devils. Ensuite, il fait un bref séjour avec les Blues de Saint-Louis avant de commencer la saison 1997-1998 avec les Flames de Calgary. C’est sa dernière saison en tant que hockeyeur car lors d'une partie contre les Coyotes de Phoenix (le 22 décembre 1997), il subit une grave blessure au cou, ce qui le contraint à annoncer sa retraite le 30 décembre.
Il est le cousin de l'autre Mike Peluso à avoir atteint la LNH.

## Statistiques de carrière
| Saison     | Équipe                             | Ligue       |     | Saison régulière | Saison régulière | Saison régulière | Saison régulière | Saison régulière |   | Séries éliminatoires | Séries éliminatoires | Séries éliminatoires | Séries éliminatoires | Séries éliminatoires |
| Saison     | Équipe                             | Ligue       | PJ  | B                | A                | Pts              | Pun              | PJ               | B | A                    | Pts                  | Pun                  |                      |                      |
| 1983-1984  | Raiders de Greenway                | High School | 12  | 5                | 15               | 20               | 30               | -                | - | -                    | -                    | -                    |                      |                      |
| 1984-1985  | Cullitons de Stratford             | OHA-B       | 40  | 10               | 35               | 45               | 114              | -                | - | -                    | -                    | -                    |                      |                      |
| 1985-1986  | Université de l'Alaska à Anchorage | NCAA        | 32  | 2                | 11               | 13               | 59               |                  |   |                      |                      |                      |                      |                      |
| 1986-1987  | Université de l'Alaska à Anchorage | NCAA        | 30  | 5                | 21               | 26               | 68               | -                | - | -                    | -                    | -                    |                      |                      |
| 1987-1988  | Université de l'Alaska à Anchorage | NCAA        | 35  | 4                | 33               | 37               | 76               | -                | - | -                    | -                    | -                    |                      |                      |
| 1988-1989  | Université de l'Alaska à Anchorage | NCAA        | 33  | 10               | 27               | 37               | 75               | -                | - | -                    | -                    | -                    |                      |                      |
| 1989-1990  | Ice d'Indianapolis                 | LIH         | 75  | 7                | 10               | 17               | 279              | 14               | 0 | 1                    | 1                    | 58                   |                      |                      |
| 1989-1990  | Blackhawks de Chicago              | LNH         | 2   | 0                | 0                | 0                | 15               | -                | - | -                    | -                    | -                    |                      |                      |
| 1990-1991  | Blackhawks de Chicago              | LNH         | 53  | 6                | 1                | 7                | 320              | 3                | 0 | 0                    | 0                    | 2                    |                      |                      |
| 1990-1991  | Ice de Indianapolis                | LIH         | 6   | 2                | 1                | 3                | 21               | 5                | 0 | 2                    | 2                    | 40                   |                      |                      |
| 1991-1992  | Blackhawks de Chicago              | LNH         | 63  | 6                | 3                | 9                | 408              | 17               | 1 | 2                    | 3                    | 8                    |                      |                      |
| 1991-1992  | Ice de Indianapolis                | LIH         | 4   | 0                | 1                | 1                | 15               | -                | - | -                    | -                    | -                    |                      |                      |
| 1992-1993  | Sénateurs d'Ottawa                 | LNH         | 81  | 15               | 10               | 25               | 318              | -                | - | -                    | -                    | -                    |                      |                      |
| 1993-1994  | Devils du New Jersey               | LNH         | 69  | 4                | 16               | 20               | 238              | 17               | 1 | 0                    | 1                    | 64                   |                      |                      |
| 1994-1995  | Devils du New Jersey               | LNH         | 46  | 2                | 9                | 11               | 167              | 20               | 1 | 2                    | 3                    | 8                    |                      |                      |
| 1995-1996  | Devils du New Jersey               | LNH         | 57  | 3                | 8                | 11               | 146              | -                | - | -                    | -                    | -                    |                      |                      |
| 1996-1997  | Devils du New Jersey               | LNH         | 20  | 0                | 2                | 2                | 68               | -                | - | -                    | -                    | -                    |                      |                      |
| 1996-1997  | Blues de Saint-Louis               | LNH         | 44  | 2                | 3                | 5                | 158              | 5                | 0 | 0                    | 0                    | 25                   |                      |                      |
| 1997-1998  | Flames de Calgary                  | LNH         | 23  | 0                | 0                | 0                | 113              | -                | - | -                    | -                    | -                    |                      |                      |
| Totaux LNH | Totaux LNH                         | Totaux LNH  | 458 | 38               | 52               | 90               | 1951             | 62               | 3 | 4                    | 7                    | 107                  |                      |                      |

## Équipes d'étoiles et trophées
- 1995 : Remporta la Coupe Stanley avec les Devils du New Jersey.

## Transactions en carrière
- 7 septembre 1989 : signe un contrat comme agent libre avec les Blackhawks de Chicago.
- 18 juin 1992 : réclamé par les Sénateurs d'Ottawa des Blackhawks de Chicago lors du lors du Repêchage d'expansion de la LNH 1992.
- 26 juin 1993 : échangé aux Devils du New Jersey par les Sénateurs d'Ottawa pour compléter la transaction qui a envoyé Craig Billington, Troy Mallette et le choix du 4e tour de New Jersey (Cosmo Dupaul) lors du Repêchage d'entrée dans la LNH 1993 (le 20 juin 1993) à Ottawa.
- 26 novembre 1996 : échangé aux Blues de Saint-Louis par les Devils du New Jersey avec Ricard Persson pour Ken Sutton et le choix du 2e tour de Saint-Louis (Brett Clouthier) lors du Repêchage d'entrée dans la LNH 1999.
- 21 juin 1997 : transféré aux Rangers de New York par les Blues de Saint-Louis en compensation de la signature de l'entraîneur-chef Larry Pleau par Saint-Louis.
- 28 septembre 1997 : sélectionné par les Flames de Calgary des Rangers de New York au Repêchage Intra-Ligue de 1997.

## Parenté dans le sport
- Cousin du joueur Mike Peluso.